# Der Goggolori
Der Goggolori. Eine bairische Mär mit Musik  ist eine Oper in 8 Bildern und einem Epilog von Wilfried Hiller mit einem Libretto von Michael Ende.

## Handlung
Zur Zeit des Dreißigjährigen Kriegs hat der Bauer Irwing mit dem Kobold Goggolori einen Pakt abgeschlossen: er sorgt für reiche Ernte, doch dafür soll ihm die Seele von Irwings Tochter Zeipoth gehören. Als Zeipoth 14 Jahre alt ist und der Goggolori seinen Preis einlösen will, bereuen die Eltern den Pakt. Doch selbst der Versuch der Ullerin  (einer Hexe, die die Bauersleute zu Hilfe gerufen haben), dem Goggolori mit der Pest beizukommen, scheitert. Schließlich schenkt Zeipoth dem Goggolori ihren eigenen Tod, „damit er endlich sterben kann …“

## Geschichte
Das Libretto Michael Endes beruht auf alten bairischen Volkssagen vom Kobold Goggolori, die im Wesentlichen durch das Buch Der Goggolore (1935) des Wissenschaftlers und Schriftstellers Otto Reuther überliefert sind. Da Ende in seiner Dichtung das Thema zwar frei behandelte, aber auch Motive aus dem Buch Reuthers verwendet, strengten die Erben Reuthers eine Urheberrechts-Klage gegen Michael Ende an, die letztlich 1990 vom Bundesgerichtshof abgewiesen wurde.
Wilfried Hiller komponierte den Goggolori in den Jahren 1982–83. Er widmete das Stück seinen Lehrern Carl Orff (der die Figur des Goggolori ebenfalls in seiner Komödie Astutuli auftreten ließ) und Günter Bialas. Die Oper hat sich seither einen festen Platz auf den Bühnen erobert und wurde insbesondere bei den Festspielen Orff in Andechs im Kloster Andechs mehrfach aufgeführt. Seit 2002 steht eine Figurentheater-Adaption der Originalproduktion auf dem Spielplan des Münchner Marionettentheaters, die von Siegfried Böhmke, dem Goggolori-Puppenführer der Uraufführung, künstlerisch verantwortet wird.

## Aufnahmen / Tonträger
- Michael Ende: Der Goggolori. Wergo, Mainz 1985, WER 3008-10 (MC)
- Der Goggolori. Aus dem Staatstheater am Gärtnerplatz München. Bayerischer Rundfunk, München 1987 (VHS-Videokassette, 127 min.)